# 锡格纳尔希尔 (加利福尼亚州)
锡格纳尔希尔（英語：Signal Hill），是美国加利福尼亚州洛杉矶县下属的一座城市。建市于1924年4月22日，面积大约为2.19平方英里（5.7平方公里）。根据2010年美国人口普查，该市有人口11,016人。